# Ramila argentifimbrialis
Ramila argentifimbrialis là một loài bướm đêm trong họ Crambidae.